# Receptar
En receptar (tidligere også kaldet en receptarius; sammensat af ordet recept (i betydningen "recept", afledt af latin receptum, "det modtagne") + suffikset -ar(ius) (af latin -arius, "angående/vedrørende")) er den danske betegnelse for en farmaceutisk faguddannet sundhedsperson i eller fra Norden, der hovedsageligt er beskæftiget på apoteker og sygehusapoteker.
En receptar hedder på svensk receptarie, på norsk reseptar eller reseptarfarmasøyt og på finsk receptarie.
Den hyppigst anvendte engelske betegnelse for en receptar er prescriptionist. En alternativ, mindre brugt engelsk betegnelse er dispenser (på dansk: dispensator).

## Receptarer i Norden

### Receptarer i Sverige, Norge og Finland
I de nordiske lande Sverige, Norge og Finland er receptaruddannelserne 3-årige mellemlange videregående universitets- eller (professions)højskoleuddannelser, der nutildags typisk afsluttes med en bachelor- eller professionsbachelorgrad.
Receptarerne i Sverige, Norge og Finland har jus practicandi – det vil sige autorisation/tilladelse til at virke selvstændigt på apotek og sygehusapotek, herunder have selvstændig kompetence til at foretage den lovpligtige farmakologiske kontrol af alle indleverede recepter, til at ekspedere alle recepter samt til at udlevere receptpligtige lægemidler. Receptarer er desuden beskæftiget med ledelse af apoteks- og sygehusapotekspersonalet.

### Receptarer i Danmark
Der uddannes ikke egentlige receptarer i Danmark (inkl. Færøerne og Grønland), men kompetence- og uddannelsesmæssigt svarer de nordiske receptarer/receptarfarmaceuter til de danske farmakonomer (lægemiddelkyndige) og disses 3-årige mellemlange videregående uddannelse, som foregår på Pharmakon – Danish College of Pharmacy Practice. Danske farmakonomer har ligesom de nordiske receptarer jus practicandi.

### Indbyrdes anerkendelse af receptarkompetence de nordiske lande imellem
En nordisk uddannet receptar, der flytter til Kongeriget Danmark, kan – efter godkendelse fra Lægemiddelstyrelsen og evt. aflæggelse af visse prøver og/eller gennemførelse af praktik – opnå tilladelse til at virke som farmakonom (lægemiddelkyndig) på et dansk (herunder færøsk eller grønlandsk) apotek eller sygehusapotek, evt. i en tidsbegrænset periode. Ligeså kan en dansk farmakonom, der flytter til Sverige, Norge eller Finland, søge det pågældende nordiske lands sundhedsmyndigheder om at få tildelt autorisation til selvstændigt virke som receptar/receptarfarmaceut på apotek eller sygehusapotek.